# 조상래
조상래(趙尙來, 1936년 9월 6일 ~ )는 대한민국의 정치인이다. 제11·12대 국회의원을 지냈다. 본관은 김제이며, 전라북도 김제 출신이다. 종교는 불교이다.

## 학력
- 김제부용국민학교 졸업
- 남성중학교 졸업
- 남성고등학교 졸업
- 중앙대학교 문리대 졸업
- 연세대학교 행정대학원 수료

## 경력
- 제11대 국회의원 (김제, 부안)
- 제12대 국회의원 (김제, 부안)
- 대한 레슬링협회 전북지부 회장
- 동일유업주식회사 대표이사
- 국회 예결특위 위원, 농수산위 간사
- 민정당 재정위 부위원장
- 민정당 중앙위 부의장
- 국회 내무위원
- 現 동일유업 회장

## 역대 선거 결과
|  | 30.20% |

|  | 28.91% |

|  | 26.64% |